# حازم (اسم)
حازم هو اسم علم شخصي مذكر عربي وهو مشتق من الحزم ومعناه الضابط للأمور، يعتبر من أكثر الأسماء المنتشرة في الدول العربية.

## الشخصيات
- حازم صلاح أبو إسماعيل داعية إسلامي مصري
- حازم شريف مغني سوري
- حازم إمام لاعب كرة قدم مصري
- حازم الببلاوي سياسي مصري
- حازم رحمن ملاكم أمريكي
- حازم شعلان سياسي عراقي
- حازم فارس موسيقي عراقي
- حازم بك سياسي عراقي
- حازم محمد إمام لاعب كرة قدم مصري
- حازم المصري لاعب رغبي أسترالي من أصل لبناني
- حازم الأزدي
- حازم الفارسي
- ازم الأنصاري